# Russ Morgan
Pour les articles homonymes, voir Morgan.
Russell Morgan (29 avril 1904 - 7 août 1969) est un leader et arrangeur de big band américain dans les années 1930 et 1940. Il était surtout connu pour être l'un des compositeurs de la chanson "You're Nobody till Somebody Loves You", avec Larry Stock et James Cavanaugh, et fut le premier à l'enregistrer en 1944.